# استیه‌پان مسیچ
استپان مسیچ (به کرواتی: Stjepan "Stipe" Mesić) آخرین رئیس‌جمهور جمهوری فدرال سوسیالیستی یوگسلاوی و دومین رئیس‌جمهور کرواسی می‌باشد.
در انتخابات ۱۸ فوریهٔ سال ۲۰۰۰ حزب اتحادیهٔ دموکراتیک صربستان به رهبری استپان مسیچ بر حزب رقیب حزب ائتلاف اصلاح طلب میانه رو به رهبری ایویکا راکان (Ivica Racan) غلبه کرد و استپان مسیچ به عنوان رئیس جمهور کرواسی انتخاب شد. در انتخابات ریاست جمهوری در ۱۶ ژانویهٔ ۲۰۰۵ مسیچ بار دیگر در مقام ریاست جمهوری ابقا شد.
حزب دمکرات‌های غیروابسته کرواسی HND در تاریخ ۳۰ آوریل ۱۹۹۴ در زاگرب تأسیس و ریاست آن به‌عهده استپان مسیچ رئیس مجلس کرواسی بود.